# Sonderverband Bergmann
Der Sonderverband Bergmann war ein nach dem Beginn des Deutsch-Sowjetischen Kriegs am 14. Oktober 1941 zuerst in Neuhammer (Schlesien), später in Mittenwald (Ausbildungszentrum der Gebirgsjäger der Wehrmacht) aufgestellter Verband der Abwehr der Wehrmacht, der aus deutschen Vorgesetzten und kaukasischen Freiwilligen, d. h. Georgiern, Nordkaukasiern, Armeniern und Aserbaidschanern bestand. Mehrere Offiziere kamen aus dem vornehmlich in Frankreich lebenden kaukasischen Emigrantenkreis. Militärhistoriker schätzen, dass rund hunderttausend Kaukasier während des Zweiten Weltkrieges in deutschen Formationen gegen die sowjetische Regierung gekämpft haben. Die antisowjetische Einstellung und der kaukasische Nationalismus der Freiwilligen dienten der deutschen Psychologischen Kriegsführung. Laut Stefan Meining war die freiwillige Meldung auch eine Möglichkeit, aus der deutschen Kriegsgefangenschaft herauszukommen.

## Gründung
Der deutsche Geheimdienstchef Admiral Wilhelm Canaris hatte bereits im Mai 1937 mit dem japanischen Militärattaché Hiroshi Oshima ein geheimes Abkommen getroffen, dass die Arbeit beider Geheimdienste gegen die Sowjetunion zum Inhalt hatte. Ziel war die Unterbrechung der sowjetischen Ölförderung, die zu 80 Prozent im Kaukasus erfolgte und kriegswichtig war. Im Wesentlichen sollten deshalb vorbereitend die kaukasischen Minderheiten unterstützt, antisowjetische Propaganda betrieben und im Falle eines Krieges Sabotage- und Terrorakte durchgeführt und Revolten im Kaukasus unterstützt werden. Zuständig dafür war die neue Abteilung II der Abwehr, die mit nationalen Minderheiten arbeitete.
→ Hauptartikel: Deutsch-japanisches Geheimdienstabkommen
Mit dem deutschen Angriff auf die Sowjetunion war der Kriegsfall eingetreten und die von der Abwehr II getroffenen Vorbereitungen bezüglich der Minderheiten des Kaukasus erreichten ihren Höhepunkt. Der Sonderverband Bergmann war daher in konsequenter Fortsetzung der 1937 begonnenen Planungen eine im Herbst 1941 aufgestellte Spezialeinheit, die überwiegend aus nationalen Minderheiten der Völker des Kaukasus bestand und der für Sabotage und Zersetzung zuständigen Abwehr-Abteilung II unter Oberst Erwin Lahousen und dessen Ostabteilungsleiter Oberstleutnant Erwin Stolze im Oberkommando der Wehrmacht (OKW) unterstand. Die Einheit sollte mit einer Mischung aus kaukasischen Freiwilligen und deutschem Rahmenpersonal militärpolitische Sonderaufgaben im Kaukasus durchführen und psychologische Kriegsführung mit propagandistischen Mitteln betreiben.
Bergmann wurde auf Vorschlag des zur Abwehr II bei der 17. Armee gehörenden Prof. Theodor Oberländer gegründet, der dem für die Nachrichtenlage und die Abwehr zuständigen Ic-Offizier der Heeresgruppe Süd, Oberst August Winter, am 13. Oktober 1941 vorschlug, einen Spezialverband aus Landeseinwohnern zu schaffen. Oberländer hatte zuvor im Sommer 1941 mit dem ukrainischen Sonderverband Nachtigall entsprechende Erfahrungen für die Abwehr II gesammelt.
Oberländer wollte mit Hilfe von orts- und sprachkundigen Freiwilligen den zentralen Kreuzpass und die Grusinische Heerstraße im Kaukasus erobern, um der Wehrmacht das Überwinden des Hauptgebirgskamms und das Eindringen in den Südkaukasus nach Georgien zu ermöglichen. Mit Hilfe einer Propagandakampagne, die von der Abteilung Wehrmacht-Propaganda im OKW und von kaukasischen Exilpolitikern und dem Ostministerium begleitet wurde, sollten außerdem die vielen Volksstämme für eine Zusammenarbeit gewonnen werden. Die Propaganda sollte als Teil der Psychologischen Kriegsführung auf die kaukasischen Landsleute in der Roten Armee zersetzend wirken. Der Vorschlag wurde akzeptiert und Abwehr-Chef Admiral Wilhelm Canaris erteilte Oberländer den Befehl, einen Sonderverband in Bataillonsstärke aufzustellen.
Die Masse der kaukasischen Freiwilligen kam aus den Gefangenenlagern der Wehrmacht. Etliche Georgier kamen zusätzlich aus dem Exil in Frankreich, wo sie von der Abwehr II mit Hilfe des Georgiers Michael Kedia angeworben wurden. Die Ausbildung des Verbandes erfolgte anfänglich in Neuhammer in Schlesien und 1942 in den bayerischen Alpen in der Luttensee-Kaserne oberhalb von Mittenwald. Aufgrund des im Kaukasus vorherrschenden Hochgebirges und der Zugehörigkeit zur Abwehr II bildeten auf deutscher Seite vorwiegend Gebirgsjäger aber auch Angehörige des Sonderverbandes Brandenburg der Abwehr II das Rahmenpersonal der Einheit.
Typisch für die Abwehr war die Einbindung von Fachleuten bei Bergmann, die einen besonderen Bezug zum Kaukasus oder zu fremdem Volkstum hatten, wie etwa Sonderführer Walter von Kutzschenbach, der in Tiflis/Georgien geboren war. Zu diesem speziellen Beraterkreis zählten neben Oberländer auch der NS-Völkerrechtler Hermann Raschhofer, der Jurist Ehrenfried Schütte als Gruppenleiter im Ostministerium, Leutnant Friedrich Richter von der Dienststelle des Beauftragten für den Vierjahresplan oder die Verleger Wilhelm Reissmüller und Friedrich Middelhauve als Verbindungsoffiziere.
Am 20. März 1942 besuchte dann im Sinne der ursprünglichen Vereinbarungen mit Japan auch eine japanische Militärdelegation den Verband Bergmann in Neuhammer, wo die Einheit zu dieser Zeit noch lag. Am 7. und 8. Juli 1942 besichtigte schließlich Abwehr-Chef Admiral Canaris die Einheit in Mittenwald kurz vor dem Abmarsch zum Kaukasus.

## Rahmenbedingungen
Adolf Hitler hatte während der deutschen Sommeroffensive von September 1942 bis November 1942 persönlich das Kommando über die Heeresgruppe A übernommen, die den Kaukasus erobern sollte. Hitler hatte sein Hauptquartier in Winnitsa in der Ukraine aufgeschlagen und den bisherigen Oberbefehlshaber der Heeresgruppe A, Generalfeldmarschall Wilhelm List abgelöst. List wurde mit dem Posten des Oberbefehlshabers des Kaukasus abgefunden. Am 22. November 1942 übernahm schließlich Generalfeldmarschall Ewald von Kleist die Heeresgruppe A.
Im Zuge dieser Sommeroffensive hatte die Wehrmacht erstmals vor, größere Verbände aus Legionären der Völker dieser Region einzusetzen. Hitler hatte in einem erhaltenen Entwurf verfügt, landeseigene Kräfte der kaukasischen Völker zur Befriedung, zum Schutz und für die Verwaltung des Kaukasus einzusetzen. Für die künftige Gestaltung des Kaukasus war das Ostministerium unter Alfred Rosenberg und dessen Kaukasus-Abteilungsleiter Gerhard von Mende verantwortlich. Das Ostministerium hatte den Diplomaten Otto Bräutigam als Bevollmächtigten zur Heeresgruppe A abgestellt.
→ Hauptartikel: Gerhard von Mende
Außerdem schuf Hitler auf Vorschlag von Oberst Claus Schenk Graf von Stauffenberg im August 1942 die Stelle des Beauftragten Generals für Kaukasusfragen. Besetzt wurde der Posten mit General der Kavallerie Ernst-August Köstring, der in Russland geboren war und die Mentalität der Kaukasier verstand. Köstring sollte als Kenner die aus Kaukasiern bestehende landeseigenen Verbände der Wehrmacht beaufsichtigen und darauf achten, dass die von der Heeresleitung aufgestellten Grundsätze zur Behandlung der Kaukasier beachtet würden. Sein Stab hielt deshalb Verbindung zu den Verantwortlichen im Ostministerium, die bei der Besetzung des Kaukasus die Verwaltung errichten sollten. Insofern hatte General Köstring auch eine Verantwortung für die Einheit Bergmann.
Eine Sonderrolle im Kaukasus kam den Georgiern zu. Exilgeorgier waren aus historischen Gründen besonders gut mit den deutschen Stellen im Ostministerium, im Auswärtigen Amt und in den Geheimdiensten vernetzt. Da man von einer Eroberung des Kaukasus und des südlich des Hauptkamms gelegenen Georgien ausging, bekamen die Georgier als größte Volksgruppe eine gewisse Dominanz, was sich auch in der Zusammensetzung von Bergmann spiegelt, die mehrheitlich aus Georgiern bestand. Entsprechend bedeutend war die Position des georgischen Vertreters Michael Kedia, der im Ostministerium den georgischen Nationalausschuss leitete und in gewisser Weise für alle Kaukasier eine Führungsrolle einnahm. Kedia arbeitete schon 1940 in Paris eng mit der Abwehr II zusammen und war zentral in alle Geheimdienstaktivitäten von Abwehr und SD der SS im Kaukasus eingebunden.
→ Hauptartikel: Michael Kedia

## Einsatz im Kaukasus
Bergmann traf im August 1942 im Kaukasus ein und wurde der 1. Panzerarmee unter Generaloberst Ewald von Kleist zugewiesen, die am weitesten in den Nordkaukasus eingedrungen war.
Im Kaukasus liefen parallel noch weitere Operationen der Abwehr II, die andere Ziele als Bergmann hatten und den deutschen Angriff unterstützen sollten. Die beiden Tamara-Operationen waren Fallschirm-Einsätze georgischer Freiwilliger, die Kontakte zu den Georgiern herstellen sollten, um sie auf den deutschen Einmarsch vorzubereiten. Die Schamil-Operation war eine Fallschirm-Operation deutscher und kaukasischer Freiwilliger. Schamil galt dem Erdölgebiet um Grosny und Maikop und sollte eine Sprengung der Erdöl-Förderanlagen durch die Sowjets verhindern und die Bevölkerung zum Aufruhr anstacheln. Alle Operationen waren Fehlschläge.
Bergmann war nach den verschiedenen kaukasischen Volksstämmen untergliedert, um den diversen Führungsansprüchen der kaukasischen Exilpolitiker in den Nationalausschüssen beim Ostministerium Rechnung zu tragen. Es gab daher im Juli 1942 zunächst drei Kompanien Georgier und je eine Kompanie Nordkaukasier und Aserbaidschaner, ferner einen Zug Armenier sowie eine Stabs- und Propagandakompanie.
Der eigentliche Hauptauftrag von Bergmann war die Eroberung des Kreuzpasses und der Georgischen (Grusinischen) Heerstraße mit Hilfe der georgischen Freiwilligen und der dort lebenden georgischen Bevölkerung. Nachdem die militärische Lage eine Annäherung an den Hauptgebirgskamm nicht mehr zuließ, wurde der Sonderverband Bergmann kompanieweise überwiegend militärisch eingesetzt. Das führte schließlich am 15. Dezember 1942 zur Lösung von Bergmann aus dem Unterstellungsverhältnis von OKW/Abwehr II hin zum Oberkommando des Heeres.
Daneben war Bergmann als Teil der Psychologischen Kriegsführung gegen die georgische Führungsriege der Machthaber in Moskau in der Zersetzungsarbeit sehr erfolgreich. Mit Hilfe von Flugblättern und patriotische Gesänge gelang es, viele Kaukasier in der Roten Armee zum Überlaufen zu bewegen. Dadurch war der Verband Bergmann rasch auf Regimentsstärke angewachsen.
Weiter gelang es Oberländer in der Weihnachtszeit 1942 sogar, das Sonderkommando 10b der SS von der Ermordung der jüdischen Volksgruppe der Taten im Raum Naltschik abzubringen, die zu den Bergjuden zählten. Die Wehrmacht hielt fest, dass sie zwar mosaischen Glaubens, aber nicht semitischer Rasse seien. Die Vernichtung der übrigen jüdischen Bevölkerung im Einsatzgebiet von Bergmann durch die SS-Kommandos wurde dagegen nicht thematisiert.

## Das Ende des Sonderverbandes Bergmann
Mit der Niederlage von Stalingrad im Januar 1943 konnten die Positionen von Bergmann im Kaukasus nicht mehr gehalten werden. Bergmann zog sich in drei Marschgruppen getrennt zurück und setzte im Februar 1943 über die Taman-Halbinsel auf die Halbinsel Krim über. Auf der Krim übernahm Bergmann Küstenschutzaufgaben.

Am 16. Februar 1943 fasste Oberländer den Kaukasuseinsatz von Bergmann in einem Abschlussbericht zusammen und schloss mit einem Satz, der die Psychologische Kriegsführung andeutet, die zu den Kernaufgaben der Abwehr II gehörte:
"Der Einsatz des Sonderverbandes Bergmann hat gezeigt, dass fremdes Volkstum auch in ungünstigen Lagen eingesetzt werden kann, wenn es psychologisch richtig behandelt wird." 
In dieser Zeit schrieb Oberländer außerdem einige Denkschriften, die sich kritisch mit der deutschen Kriegsführung und der Behandlung der Freiwilligen befassten. Diese Denkschriften wurden in Teilen von Canaris bei Hitler vorgelegt und führten zu einer Verschlechterung der Beziehungen zwischen Canaris und Hitler. Am 4. August 1943 wurde Hauptmann Oberländer in das Führerhauptquartier befohlen, wo ihm erklärt wurde, er habe Bergmann abzugeben. Am 22. August 1943 verabschiedete sich Oberländer auf der Krim. Das Kommando übernahm Major Karl Horstmann. Anschließend wurde Bergmann in drei verstärkte Bataillone aufgeteilt. Der unbequeme Oberländer wurde im November 1943 auf Betreiben von SS-Chef Heinrich Himmler sogar aus der Wehrmacht entlassen.

## Zusammenfassung
Bergmann war eine praktische Folge und ein Höhepunkt einer bereits 1937 vereinbarten geheimen Vorbereitung Deutschlands und Japans für den Kriegsfall mit der Sowjetunion. Als dieser Fall 1941 eintrat, wurde Bergmann Teil eines 1942 durchgeführten „Kaukasischen Experiments“, dass eine veränderte Konzeption der Kriegsführung im Kaukasusgebiet unter Einbeziehung der lokalen Bevölkerung vorsah.
Bergmann hatte als Verband der Abwehr II insofern eine politische Komponente, als es den Eroberern darauf ankam, mit Unterstützung kaukasischer Exilpolitiker auch die lokale Bevölkerung als Verbündete beim beabsichtigten Einmarsch zu gewinnen. Die endgültige Ausgestaltung des Kaukasus nach einem deutschen Einmarsch war noch nicht festgelegt worden. So war es strittig, wann die Militärverwaltung in die politische Verwaltung des Ostministeriums übergehen sollte. Es war ferner bekannt, dass die Kaukasier nur begrenzte Selbstbestimmungsrechte erhalten sollten. Deutlich wurde jedoch, dass auch der Kaukasus aufgrund seiner Bodenschätze für die deutsche Militärmaschinerie ausgebeutet werden sollte. Bergmann war somit Teil deutscher Kolonialisierungsabsichten, zu denen die Kaukasier selbst einen Beitrag mit offenem Ende liefern sollten.

## Nachwirkungen
Es ist darauf hingewiesen, dass viele der ehemaligen Angehörigen von Bergmann, die zumindest während der Zugehörigkeit zum OKW auch zur Abwehr II und damit zum militärischen Geheimdienst gehörten, erstaunliche Nachkriegskarrieren starteten. Allen voran gilt das für Theodor Oberländer, der als Bundesvertriebenenminister Ziel von Kampagnen aus der DDR und der Sowjetunion war.
Die Zugehörigkeit zum militärischen Geheimdienst und zum Verband Bergmann wurde nach dem Krieg oft lange von den Beteiligten verschwiegen, weil sie selbst oder ehemalige Kameraden weiter für die Geheimdienste tätig waren oder weil sie in Positionen gelangt waren, die im Kalten Krieg nicht durch öffentliche Diskussionen belastet werden sollten oder sie nicht zum Ziel östlicher Geheimdienste werden wollten.

## Galerie

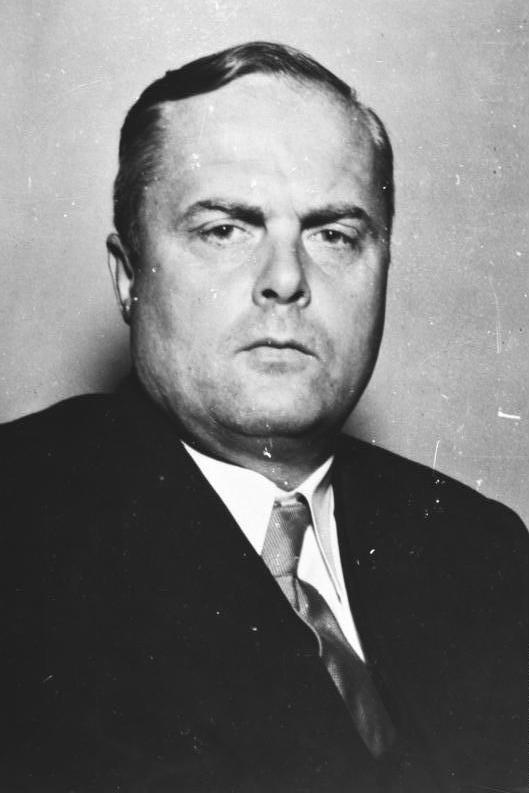
Theodor Oberländer
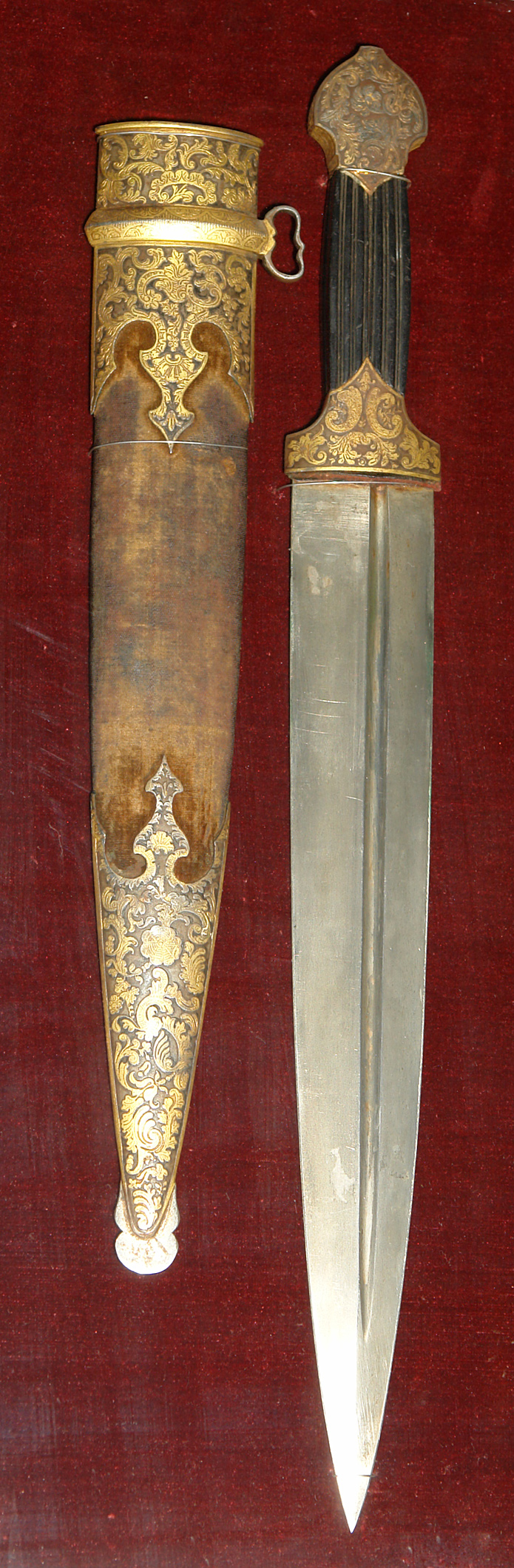
Kindjal – Vorbild des Truppenerkennungs-Abzeichens
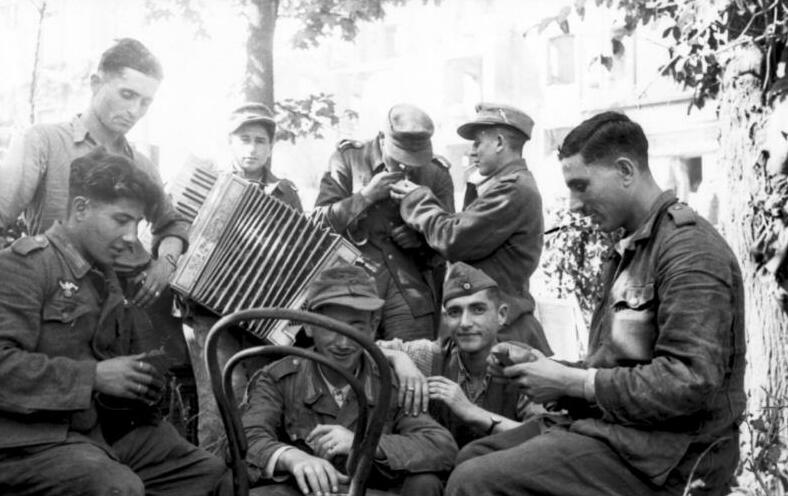
Soldaten des II. Bataillons Bergmann 1944 in Polen